# Ciclismo nos Jogos Olímpicos de Verão de 1912
O ciclismo nos Jogos Olímpicos de Verão de 1912 foi realizado em Estocolmo, na Suécia, com dois eventos disputados. Ambos os eventos eram no estilo ciclismo em estrada, sendo que pela única vez em Olimpíadas nenhuma prova de ciclismo em pista foi disputada.

## Individual contra o relógio masculino
| Pos.   | País                 | Atletas         |
| ------ | -------------------- | --------------- |
| Ouro   | África do Sul (RSA)  | Rudolph Lewis   |
| Prata  | Grã-Bretanha (GBR)   | Frederick Grubb |
| Bronze | Estados Unidos (USA) | Carl Schutte    |

| Resultado final | Resultado final          | Resultado final |
| Pos.            | Ciclista                 | Tempo           |
| --------------- | ------------------------ | --------------- |
| 1               | RSA Rudolph Lewis        | 10:42:39.0      |
| 2               | GBR Frederick Grubb      | 10:51:24.2      |
| 3               | USA Carl Schutte         | 10:52:38.8      |
| 4               | GBR Leon Meredith        | 11:00:02.6      |
| 5               | CAN Frank Brown          | 11:01:00.0      |
| 6               | FIN Antti Raita          | 11:02:20.3      |
| 7               | SWE Erik Friborg         | 11:04:17.0      |
| 8               | SWE Karl Malm            | 11:08:14.5      |
| 9               | SWE Axel Persson         | 11:10:59.6      |
| 10              | SWE Karl Lönn            | 11:12:02.5      |
| 11              | USA Alvin Loftes         | 11:13:51.3      |
| 12              | SWE Alexis Ekström       | 11:14:50.7      |
| 13              | USA Albert Kruschel      | 11:17:30.2      |
| 14              | NOR Birgir Andreasen     | 11:20:14.6      |
| 15              | SWE Henrik Morén         | 11:21:31.9      |
| 16              | GBR John Wilson          | 11:21:43.0      |
| 17              | USA Walter Martin        | 11:23:55.2      |
| 18              | GBR Charles Moss         | 11:23:55.8      |
| 19              | SWE Werner Karlsson      | 11:24:18.0      |
| 20              | USA Joseph Kopsky        | 11:27:06.0      |
| 21              | FIN Wilho Tilkanen       | 11:28:38.5      |
| 22              | GBR William Hammond      | 11:29:16.8      |
| 23              | AUT Robert Rammer        | 11:30:40.8      |
| 24              | GBR Robert Thompson      | 11:31:16.0      |
| 25              | DEN Olaf Meyland-Smith   | 11:32:24.2      |
| 26              | GER Franz Lemnitz        | 11:34:32.2      |
| 27              | GER Rudolf Baier         | 11:35:01.5      |
| 28              | USA John Becht           | 11:35:04.8      |
| 29              | GBR Stanley Jones        | 11:37:40.6      |
| 30              | GBR Herbert Gayler       | 11:39:01.8      |
| 31              | AUT Adolf Kofler         | 11:39:32.6      |
| 32              | DEN Charles Hansen       | 11:40:04.0      |
| 33              | GER Oswald Rathmann      | 11:40:18.4      |
| 34              | FIN Juhani Kankkonen     | 11:41:35.5      |
| 35              | GBR John Miller          | 11:44:01.6      |
| 36              | GER Georg Warsow         | 11:45:24.0      |
| 37              | GBR Francis Higgins      | 11:45:44.5      |
| 38              | GBR Arthur Gibbon        | 11:46:00.2      |
| 39              | GBR Charles Davey        | 11:47:26.3      |
| 40              | FRA Joseph Racine        | 11:50:32.7      |
| 41              | GBR David Stevenson      | 11:52:55.0      |
| 42              | CHI Alberto Downey       | 11:53:02.5      |
| 43              | AUT Rudolf Kramer        | 11:53:12.8      |
| 44              | GER Otto Männel          | 11:53:27.4      |
| 45              | AUT Josef Hellensteiner  | 11:54:00.2      |
| 46              | AUT Josef Zilker         | 11:54:38.7      |
| 47              | NOR Paul Henrichsen      | 11:55:23.2      |
| 48              | DEN Johannes Reinwaldt   | 11:57:20.0      |
| 49              | GBR Charles Hill         | 11:57:56.5      |
| 50              | FRA André Capelle        | 11:59:48.4      |
| 51              | SWE Ernst Björk          | 12:00:49.4      |
| 52              | AUT Alois Wacker         | 12:01:12.4      |
| 53              | DEN Godtfred Olsen       | 12:06:18.8      |
| 54              | USA James Pike           | 12:06:21.6      |
| 55              | GER Wilhelm Rabe         | 12:06:55.8      |
| 56              | USA Jerome Steinert      | 12:08:32.3      |
| 57              | GER Joseph Rieder        | 12:12:32.4      |
| 58              | CHI Carlos Koller        | 12:13:49.2      |
| 59              | GBR Ernest Merlin        | 12:16:08.6      |
| 60              | RUS Andrejs Aspits       | 12:18:20.6      |
| 61              | GER Martin Koch          | 12:18:22.5      |
| 62              | GER Robert Birker        | 12:19:27.6      |
| 63              | BOH Bohumil Rameš        | 12:20:12.2      |
| 64              | FRA René Gagnet          | 12:20:32.6      |
| 65              | NOR Anton Hansen         | 12:21:23.7      |
| 66              | FIN Frans Väre           | 12:21:29.2      |
| 67              | CHI Arturo Friedemann    | 12:28:20.8      |
| 68              | GBR Michael Walker       | 12:27:49.9      |
| 69              | GBR James Stevenson      | 12:27:50.8      |
| 70              | USA Frank Meissner       | 12:29:09.0      |
| 71              | GBR Francis Guy          | 12:32:19.4      |
| 72              | DEN Valdemar Nielsen     | 12:33:09.2      |
| 73              | HUN István Müller        | 12:39:28.0      |
| 74              | CHI José Torres          | 12:39:39.5      |
| 75              | HUN János Henzsely       | 12:42:16.3      |
| 76              | GER Hermann Smiel        | 12:49:01.6      |
| 77              | HUN Gyula Mazur          | 12:50:55.8      |
| 78              | CAN George Watson        | 12:52:22.2      |
| 79              | GER Carl Lüthje          | 13:00:31.8      |
| 80              | GBR Ralph Mecredy        | 13:03:39.0      |
| 81              | GBR John Walker          | 13:15:50.2      |
| 82              | GBR Matthew Walsh        | 13:31:17.0      |
| 83              | FRA Georges Valentin     | 13:33:59.5      |
| 84              | HUN Ignác Teiszenberger  | 13:38:35.8      |
| 85              | GBR Bernhard Doyle       | 13:42:11.8      |
| 86              | GBR George Corsar        | 13:51:22.8      |
| 87              | BOH Václav Tintěra       | 14:10:34.6      |
| 88              | BOH Bohumil Kubrycht     | 14:11:21.0      |
| 89              | FRA Etienne Chéret       | 14:15:18.1      |
| 90              | GBR Arthur Griffith      | 14:15:24.0      |
| 91              | FRA Gaston Alancourt     | 14:23:59.3      |
| 92              | FRA Pierre Peinaud       | 14:49:59.4      |
| 93              | FRA André Lepère         | 15:03:18.1      |
| 94              | FRA Alexis Michiels      | 15:15:59.2      |
| —               | FRA Louis Bes            | não completou   |
| —               | RUS Fiodor Borisow       | não completou   |
| —               | RUS Friedrich Bosch      | não completou   |
| —               | RUS Jakob Bukse          | não completou   |
| —               | NOR Carl Gulbrandsen     | não completou   |
| —               | FIN Johannes Jaakonaho   | não completou   |
| —               | DEN Otto Jensen          | não completou   |
| —               | GBR John Kirk            | não completou   |
| —               | RUS Augusts Köpke        | não completou   |
| —               | RUS Karlis Köpke         | não completou   |
| —               | BOH František Kundert    | não completou   |
| —               | SWE Karl Landsberg       | não completou   |
| —               | SWE John Levin           | não completou   |
| —               | RUS Jānis Lieven         | não completou   |
| —               | SWE Carl Lundquist       | não completou   |
| —               | FRA Jacques Marcault     | não completou   |
| —               | DEN Valdemar Nielsen     | não completou   |
| —               | NOR Carl Olsen           | não completou   |
| —               | DEN Hans Olsen           | não completou   |
| —               | BEL Jean Patou           | não completou   |
| —               | SWE Johan Pettersson     | não completou   |
| —               | RUS Siergiej Piestieriew | não completou   |
| —               | RUS Jānis Pratneek       | não completou   |
| —               | RUS Edgars Richters      | não completou   |
| —               | FRA René Rillon          | não completou   |
| —               | NOR Martin Saeterhaug    | não completou   |
| —               | GBR Arthur Stokes        | não completou   |
| —               | HUN Károly Teppert       | não completou   |
| —               | BOH Jan Vokoun           | não completou   |

## Equipes contra o relógio masculino
| Pos.   | País                 | Atletas                                                    |
| ------ | -------------------- | ---------------------------------------------------------- |
| Ouro   | Suécia (SWE)         | Erik Friborg Karl Malm Axel Persson Karl Lönn              |
| Prata  | Grã-Bretanha (GBR)   | Frederick Grubb Leon Meredith Charles Moss William Hammond |
| Bronze | Estados Unidos (USA) | Carl Schutte Alvin Loftes Albert Kruschel Walter Martin    |

Os melhores quatro ciclistas por cada país na prova individual foram considerados para o resultado por equipes. Os tempos dos ciclistas foram somados e a que acumulou menos tempo sagrou-se campeã. Como o Reino Unido competiu com três equipes - inglesa, irlandesa e escocesa - seu resultado foi somado separadamente.
Três equipes não contaram com quatro atletas por um ou mais não ter completado o percurso da prova individual e seus resultados não foram considerados. Dos cinco ciclistas da Boêmia, três completaram o evento individual, três na Noruega em seis completaram, e apenas um ciclista da Rússia de dez inscritos completou a prova individual.
| Final | Final                         | Final                         | Final                         | Final       |
| Pos.  | Equipe                        | Pos. ind.                     | Tempo ind.                    | Tempo total |
| ----- | ----------------------------- | ----------------------------- | ----------------------------- | ----------- |
| 1     | SWE Suécia                    | SWE Suécia                    | SWE Suécia                    | 44:35:33.6  |
| 1     | Erik Friborg                  | 7                             | 11:04:17.0                    | 44:35:33.6  |
| 1     | Karl Malm                     | 8                             | 11:08:14.5                    | 44:35:33.6  |
| 1     | Axel Persson                  | 9                             | 11:10:59.6                    | 44:35:33.6  |
| 1     | Karl Lönn                     | 10                            | 11:12:02.5                    | 44:35:33.6  |
| 2     | GBR Grã-Bretanha — Inglaterra | GBR Grã-Bretanha — Inglaterra | GBR Grã-Bretanha — Inglaterra | 44:44:39.4  |
| 2     | Frederick Grubb               | 2                             | 10:51:24.2                    | 44:44:39.4  |
| 2     | Leon Meredith                 | 4                             | 11:00:02.6                    | 44:44:39.4  |
| 2     | Charles Moss                  | 18                            | 11:23:55.8                    | 44:44:39.4  |
| 2     | William Hammond               | 22                            | 11:29:16.8                    | 44:44:39.4  |
| 3     | USA Estados Unidos            | USA Estados Unidos            | USA Estados Unidos            | 44:47:55.5  |
| 3     | Carl Schutte                  | 3                             | 10:52:38.8                    | 44:47:55.5  |
| 3     | Alvin Loftes                  | 11                            | 11:13:51.3                    | 44:47:55.5  |
| 3     | Albert Kruschel               | 13                            | 11:17:30.2                    | 44:47:55.5  |
| 3     | Walter Martin                 | 17                            | 11:23:55.2                    | 44:47:55.5  |
| 4     | GBR Grã-Bretanha — Escócia    | GBR Grã-Bretanha — Escócia    | GBR Grã-Bretanha — Escócia    | 46:29:55.6  |
| 4     | John Wilson                   | 16                            | 11:21:43.0                    | 46:29:55.6  |
| 4     | Robert Thompson               | 24                            | 11:31:16.0                    | 46:29:55.6  |
| 4     | John Miller                   | 35                            | 11:44:01.6                    | 46:29:55.6  |
| 4     | David Stevenson               | 41                            | 11:52:55.0                    | 46:29:55.6  |
| 5     | FIN Finlândia                 | FIN Finlândia                 | FIN Finlândia                 | 46:34:03.5  |
| 5     | Antti Raita                   | 6                             | 11:02:20.3                    | 46:34:03.5  |
| 5     | Wilho Tilkanen                | 21                            | 11:28:38.5                    | 46:34:03.5  |
| 5     | Juhani Kankkonen              | 34                            | 11:41:35.5                    | 46:34:03.5  |
| 5     | Frans Väre                    | 66                            | 12:21:29.2                    | 46:34:03.5  |
| 6     | GER Alemanha                  | GER Alemanha                  | GER Alemanha                  | 46:35:16.1  |
| 6     | Franz Lemnitz                 | 26                            | 11:34:32.2                    | 46:35:16.1  |
| 6     | Rudolf Baier                  | 27                            | 11:35:01.5                    | 46:35:16.1  |
| 6     | Oswald Rathmann               | 33                            | 11:40:18.4                    | 46:35:16.1  |
| 6     | Georg Warsow                  | 36                            | 11:45:24.0                    | 46:35:16.1  |
| 7     | AUT Áustria                   | AUT Áustria                   | AUT Áustria                   | 46:57:26.4  |
| 7     | Robert Rammer                 | 23                            | 11:30:40.8                    | 46:57:26.4  |
| 7     | Adolf Kofler                  | 31                            | 11:39:32.6                    | 46:57:26.4  |
| 7     | Rudolf Kramer                 | 43                            | 11:53:12.8                    | 46:57:26.4  |
| 7     | Josef Hellensteiner           | 45                            | 11:54:00.2                    | 46:57:26.4  |
| 8     | DEN Dinamarca                 | DEN Dinamarca                 | DEN Dinamarca                 | 47:16:07.0  |
| 8     | Olaf Meyland-Smith            | 25                            | 11:32:24.2                    | 47:16:07.0  |
| 8     | Charles Hansen                | 32                            | 11:40:04.0                    | 47:16:07.0  |
| 8     | Johannes Reinwaldt            | 48                            | 11:57:20.0                    | 47:16:07.0  |
| 8     | Godtfred Olsen                | 53                            | 12:06:18.8                    | 47:16:07.0  |
| 9     | CHI Chile                     | CHI Chile                     | CHI Chile                     | 49:14:52.0  |
| 9     | Alberto Downey                | 42                            | 11:53:02.5                    | 49:14:52.0  |
| 9     | Carlos Koller                 | 58                            | 12:13:49.2                    | 49:14:52.0  |
| 9     | Arturo Friedemann             | 67                            | 12:28:20.8                    | 49:14:52.0  |
| 9     | José Torres                   | 74                            | 12:39:39.5                    | 49:14:52.0  |
| 10    | FRA França                    | FRA França                    | FRA França                    | 49:44:35.2  |
| 10    | Joseph Racine                 | 40                            | 11:50:32.7                    | 49:44:35.2  |
| 10    | André Capelle                 | 50                            | 11:59:48.4                    | 49:44:35.2  |
| 10    | René Gagnet                   | 64                            | 12:20:32.6                    | 49:44:35.2  |
| 10    | Georges Valentin              | 83                            | 13:33:59.5                    | 49:44:35.2  |
| 11    | GBR Grã-Bretanha — Irlanda    | GBR Grã-Bretanha — Irlanda    | GBR Grã-Bretanha — Irlanda    | 51:19:38.5  |
| 11    | Michael Walker                | 68                            | 12:27:49.9                    | 51:19:38.5  |
| 11    | Francis Guy                   | 71                            | 12:32:19.4                    | 51:19:38.5  |
| 11    | Ralph Mecredy                 | 80                            | 13:03:39.0                    | 51:19:38.5  |
| 11    | John Walker                   | 81                            | 13:15:50.2                    | 51:19:38.5  |
| 12    | HUN Hungria                   | HUN Hungria                   | HUN Hungria                   | 51:51:15.9  |
| 12    | István Müller                 | 73                            | 12:39:28.0                    | 51:51:15.9  |
| 12    | János Henzsely                | 75                            | 12:42:16.3                    | 51:51:15.9  |
| 12    | Gyula Mazur                   | 77                            | 12:50:55.8                    | 51:51:15.9  |
| 12    | Ignác Teiszenberger           | 84                            | 13:38:35.8                    | 51:51:15.9  |
| —     | BOH Boêmia                    | BOH Boêmia                    | BOH Boêmia                    | —           |
| —     | Bohumil Rameš                 | 63                            | 12:20:12.2                    | —           |
| —     | Václav Tintěra                | 87                            | 14:10:34.6                    | —           |
| —     | Bohumil Kubrycht              | 88                            | 14:11:21.0                    | —           |
| —     | 2 ciclistas não completaram   | —                             | —                             | —           |
| —     | NOR Noruega                   | NOR Noruega                   | NOR Noruega                   | —           |
| —     | Birgir Andreasen              | 14                            | 11:20:14.6                    | —           |
| —     | Paul Henrichsen               | 47                            | 11:55:23.2                    | —           |
| —     | Anton Hansen                  | 65                            | 12:21:23.7                    | —           |
| —     | 3 ciclistas não completaram   | —                             | —                             | —           |
| —     | RUS Rússia                    | RUS Rússia                    | RUS Rússia                    | —           |
| —     | Andrejs Aspits                | 60                            | 12:18:20.6                    | —           |
| —     | 9 ciclistas não completaram   | —                             | —                             | —           |

## Quadro de medalhas do ciclismo
| Pos. | País                 | Ouro | Prata | Bronze | Total |
| 1    | África do Sul (RSA)  | 1    | 0     | 0      | 1     |
| 1    | Suécia (SWE)         | 1    | 0     | 0      | 1     |
| 3    | Grã-Bretanha (GBR)   | 0    | 2     | 0      | 2     |
| 4    | Estados Unidos (USA) | 0    | 0     | 2      | 2     |